# Oberland (Liechtenstein)
Das Oberland ist eine Region und ein Wahlkreis (→ Wahlkreis Oberland) in Liechtenstein. Das Oberland setzt sich aus den Gemeinden Balzers, Planken, Schaan, Triesen, Triesenberg und Vaduz zusammen. Ende 2017 hatte das Oberland 24 375 Einwohner (64 % der liechtensteinischen Bevölkerung) und eine Fläche von 125,5 km² (78 % der liechtensteinischen Landesfläche).

## Geschichte

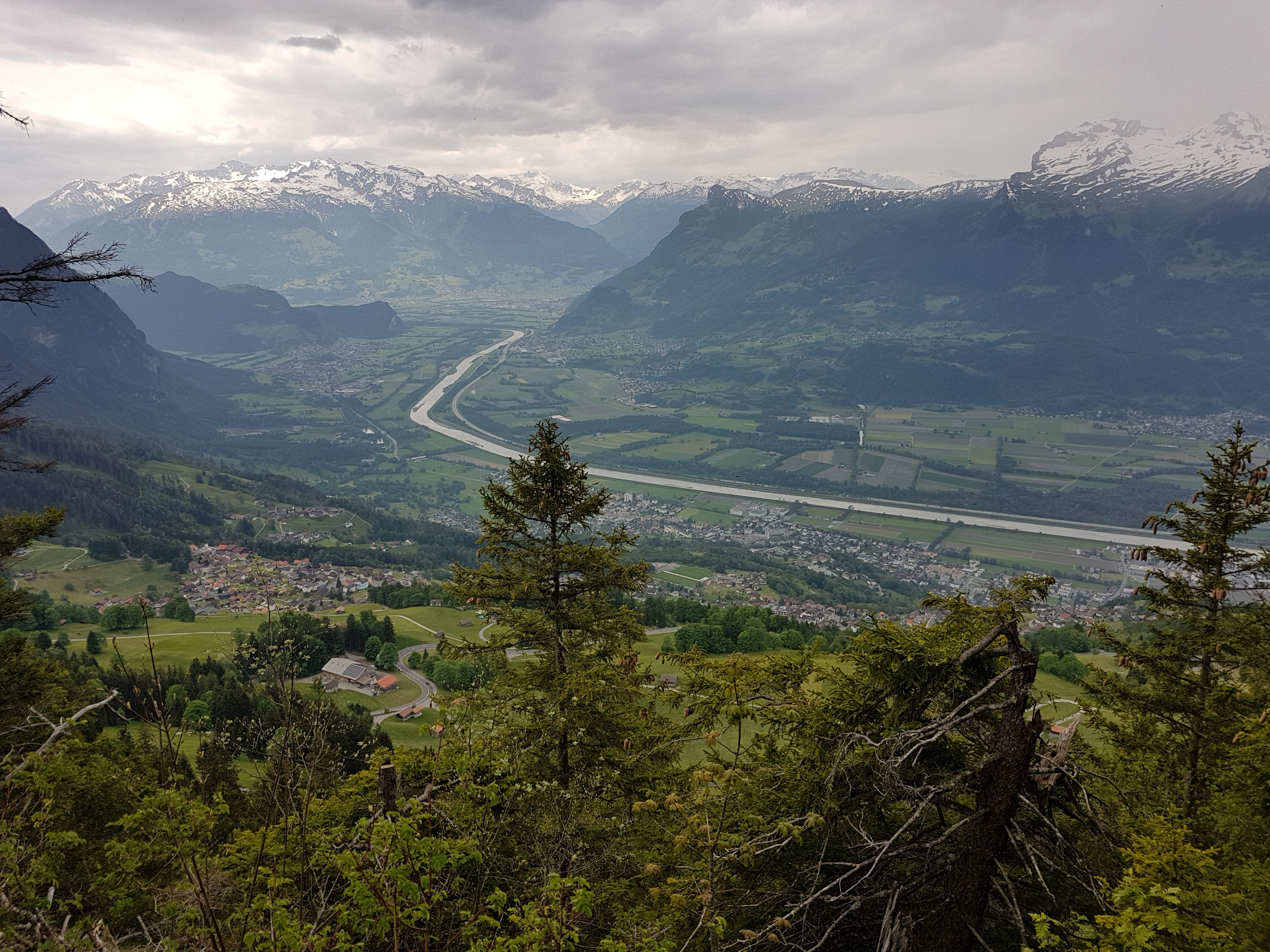
Blick Richtung Süden auf Balzers, Triesenberg, Triesen und den Rhein, der die Grenze zur Schweiz bildet.

Das Oberland ist der südliche Landesteil Liechtensteins und umfasst das Territorium der ehemaligen Grafschaft Vaduz. Die Begriffe Oberland und Unterland sind offenbar erst in der zweiten Hälfte des 19. Jahrhunderts üblich geworden. Vorläufer waren spätestens ab dem frühen 18. Jahrhundert die Bezeichnungen Obere und Untere Landschaft. Seit 1878 bildet das Oberland einen eigenen Wahlkreis.

## Politik
Der Wahlkreis Oberland ist eines der beiden abgeschlossenen Wahlgebiete Liechtensteins. Eingegliedert sind die Gemeinden Vaduz, Balzers, Planken, Schaan, Triesen und Triesenberg. Der Wahlkreis stellt insgesamt 15 Abgeordnete für den Landtag.
Der Wahlkreis nimmt den gesamten Raum der Region Oberland ein.

### Landtagswahl 2021
Die Landtagswahl 2021 fand am 7. Februar 2021 statt.
Es gab eine Stimmbeteiligung von 77,1 %. Stimmberechtigte gab es 13 137, davon haben 10 131 eine Stimmkarte abgegeben. Es gab einen Briefwähleranteil von 97,2 %.

#### Gewählte Kandidaten
| Name                          | Funktion         | Stimmen |
| ----------------------------- | ---------------- | ------- |
| Vaterländische Union          |                  |         |
| Manfred Kaufmann              | Abgeordneter     | 4 117   |
| Thomas Vogt                   | Abgeordneter     | 3 574   |
| Dagmar Bühler-Nigsch          | Abgeordnete      | 3 554   |
| Günter Vogt                   | Abgeordnete      | 3 307   |
| Walter Frick                  | Abgeordneter     | 3 162   |
| Norma Heidegger               | Abgeordnete      | 3 112   |
| Philip Schädler               | Stellvertreter   | 3 101   |
| Markus Gstöhl                 | Stellvertreter   | 3 051   |
| Fortschrittliche Bürgerpartei |                  |         |
| Sebastian Schädler            | Abgeordneter     | 3 697   |
| Daniel Seger                  | Abgeordneter     | 3 605   |
| Wendelin Lampert              | Abgeordneter     | 3 552   |
| Albert Frick                  | Abgeordneter     | 3 437   |
| Sascha Quaderer               | Abgeordneter     | 3 420   |
| Bettina Petzold-Mähr          | Abgeordnete      | 3 223   |
| Nadine Vogelsang              | Stellvertreterin | 3 115   |
| Elke Kindle                   | Stellvertreterin | 3 066   |
| Freie Liste                   |                  |         |
| Georg Kaufmann                | Abgeordneter     | 1 757   |
| Manuela Haldner-Schierscher   | Abgeordnete      | 1 597   |
| Nadine Gstöhl                 | Stellvertreterin | 1 492   |
| Demokraten pro Liechtenstein  |                  |         |
| Thomas Rehak                  | Abgeordneter     | 1 686   |
| Pascal Ospelt                 | Stellvertreter   | 1 098   |
| Die Unabhängigen              |                  |         |
| Keine Abgeordneten gewählt    |                  |         |

## Kulturelles
Die Zugehörigkeit zu einem der beiden Landesteile – wie auch zu einer einzelnen Gemeinde – war und ist zum Teil heute noch für die Bevölkerung identitätsstiftend. In beiden Landesteile werden deutlich unterschiedliche Dialekte gesprochen (→ Liechtensteinische Mundarten). Die grosse Zahl von Unterländer Familiennamen in den Oberländer Gemeinden lässt auf eine einseitige Migrationsrichtung schliessen.